# Engenheiro Coelho
Engenheiro Coelho è un comune del Brasile nello Stato di San Paolo, parte della mesoregione di Campinas e della microregione di Mogi Mirim.

## Religione
Il Cristianesimo è presente nel comune come segue:

### Cattolicesimo
La chiesa cattolica nel comune fa parte della Diocesi di Limeira.

### Protestantesimo
In città sono presenti le credenze evangeliche più diverse, principalmente pentecostali, compresa la Chiesa Assemblee di Dio brasiliana (la più grande chiesa evangelica del paese), Chiesa Congregazione cristiana nel Brasile, tra gli altri. Queste denominazioni crescono sempre di più in tutto il Brasile.